# Шарль Комб
Шарль Комб (фр. Charles Pierre Mathieu Combes; 26 грудня 1801, Каор — 10 січня 1872, Париж) — видатний французький інженер і математик.

## Біографічна довідка
Навчався у політехнічній та Гірничій школах. Отримавши звання гірничого інженера 22-річним юнаком, він розпочав свою практичну діяльність на рудниках Фермін. У 1823 році на нього було покладено обов'язки асистента при Сент-Етьєнській гірничій школі (фр. École nationale supérieure des mines de Saint-Étienne), а у 1827 р. Був призначений професором тієї ж школи. Згодом Ш. Комб став видатною особою у науці та одним з головних керівників раціонально-практичної діяльності французького уряду у сфері гірничої справи. Отримавши у 1832 році звання головного гірничого інженера, він обійняв професорську кафедру при Гірничій школі Парижа.
У 1847 році Французька академія наук обрала його своїм членом; у 1857 році його було призначено директором гірничої школи.
Своїми науковими роботами зробив значний внесок у розвиток основ розрахунку аеродинаміки вентиляційних систем шахт, механічної теорії теплоти, технічної термодинаміки.
Помер у 1872 році в Парижі і похований на цвинтарі Пер-Лашез.
За визначні заслуги ім'я Ш. Комба внесено у список 72 імен на Ейфелевій вежі.